# Tayéré

Tayéré (ou Tayer, Tayer Oumaté) est une localité du Cameroun située dans le canton de Doulo, dans la commune de Mora, dans le département du Mayo-Sava et la région de l'Extrême-Nord.  

## Population
Lors du recensement de 2005, 1 590 personnes y ont été dénombrées, dont 740 hommes et 850 femmes.

### Ethnies
On recense à Tayéré des populations Mandara et Kanouri.

## Équipements et économie
Tayéré fait partie des localités du canton de Doulo qui ne sont pas électrifiées.
Il existe une école qui n'est plus en activité à cause de l'insécurité créée par Boko Haram.
La localité abrite aussi une fédération des producteurs de coton, l'agriculture et le petit commerce étant les principales activités économiques de Tayéré.
On compte à Tayéré deux puits, dont un est utilisé, et un forage.

### Médias
On capte dans la localité la radio locale Mayo Sava FM, émise depuis Mora.

## Boko Haram
Le village de Tayéré a été attaqué plusieurs fois par Boko Haram. En 2016, des marques de balles étaient visibles sur le bureau de la Fédération des Planteurs.
Dans la nuit du 12 au 13 mai 2015, des combattants de Boko Haram font irruption dans le village et incendient 15 concessions.
En août 2015, des combattants de Boko Haram tendent une embuscade à un détachement mixte des forces armées camerounaises en patrouille à Tayéré. Un soldat camerounais est blessé, deux combattants de Boko Haram sont tués.